# Content repository API for Java
Content Repository API for Java (JCR) — специализированный API на Java для доступа к репозиториям содержимого, используемыми в системах управления содержимым и системах управления корпоративным контентом. Спецификация была разработана в рамках Java Community Process и имеет номер JSR-170 в первой версии и JSR-283 во второй. Основной пакет — javax.jcr.
JCR — один из типов объектной базы данных, созданных для хранения, поиска и извлечения иерархических данных. JCR API выросло из нужд систем управления контентом, для которых необходимо сохранение двоичных объектов и ассоциированных с ними метаданных. Кроме интерфейса для хранения также предоставляется интерфейс версионирования данных, транзакционности и отслеживания изменений.
Данные в JCR представляют собой дерево, состоящее из узлов с ассоциированными с ними свойствами. Эти свойства и являются хранимыми данными, и могут хранить строки, числа, двоичные данные, изображения и так далее. Узлы также могут ссылаться на другие узлы с помощью специальных ссылок.